# Jon Jarl
Jon jarl fue un legendario jarl de Suecia a finales del siglo XII y principios del siglo XIII.
Jon jarl aparece en la Crónica de Erik a partir de la década de 1320 y se le cita como un abnegado y persistente combatiente contra rusos e ingrios en las primeras guerras sueco-novgorodenses. No existen evidencias históricas sobre su figura, aunque es muy probable que sea el mismo «Johannes Dux» que aparece en un sepulcro de la Catedral de Linköping.
Según el historiador del siglo XV Ericus Olai, fue asesinado en su propia casa de Asknäs en la parroquia de Ekerö cerca de Mälaren en 1206, supuestamente por piratas rusos.